# Sparate a vista su Killer Kid
Sparate a vista su Killer Kid (Duell vor Sonnenuntergang) è un film del 1965, diretto da Leopold Lahola.

## Trama
Indagando sulla scomparsa del bestiame e del fratellastro Larry che lo aveva in consegna, Fred segue la pista del misterioso e spietato Killer Kid.